# Cognitieve gedragstherapie
Cognitieve gedragstherapie (cgt) is een mengeling van gedragstherapie met interventies die ontwikkeld zijn vanuit de cognitieve psychologie. De kern is de veronderstelling dat irrationele cognities (gedachten) zorgen voor disfunctioneel gedrag, zoals vermijdingsgedrag of agressie. De technieken die gebruikt worden in de cognitieve gedragstherapie richten zich op het veranderen van de inhoud van deze irrationele cognities. Grondleggers van cgt zijn Aaron Beck en Albert Ellis. Daarnaast wordt gewerkt met technieken uit de klassieke gedragstherapie. Deze staan bij cgt echter ten dienste van het veranderen van cognities.

## Theorie
De basis van cgt wordt gevormd door het cognitieve model. In dit model wordt beschreven hoe gedachten over een situatie tot gedrag en gevoelens leiden. Dit wordt schematisch weergegeven in een ABC-schema, ook wel G-schema:
A. Gebeurtenis: hiermee wordt de objectieve gebeurtenis bedoeld, beschreven alsof je door een camera kijkt
B. Gedachten: hiermee worden de specifieke gedachten bedoeld die je hebt bij de bij A genoemde gebeurtenis
C. Gevoel/Gedrag: welk gevoel of gedrag is het gevolg van deze gedachten?
Zo kan iemand die depressief is bij het (A) tegenkomen van zijn baas denken (B) O nee hè, ik krijg weer een slechte beoordeling straks en zich daardoor (C) depressief gaan voelen en zijn baas proberen te vermijden, waardoor hij in de problemen raakt.
Een andere theorie is dat cgt zich richt op het activeren van stimuli in het cognitieve netwerk van de cliënt die niet compatibel zijn met irrationele cognities en schema's.

## Interventies
De interventies van cgt richten zich primair op het veranderen van de B in het ABC-schema, als blijkt dat deze gedachte irrationeel of niet-helpend is. Dit kan gebeuren door middel van een groot aantal technieken, waaronder:
- de socratische dialoog
- meerdimensionaal inschalen
- taartpunttechnieken, het verzinnen van alternatieve cognities bij automatisch negatieve gedachten
- gedragsexperimenten
- systematische desensitisatie, het blootstellen van de patiënt aan wat hem angst inboezemt
- counterconditionering, het conditioneren van ongewenst gedrag door het associëren van een stimulus met gewenst gedrag

Er bestaan verschillende vormen van cognitieve gedragstherapie:
- Rationeel-emotieve therapie
- Klassieke cgt volgens Beck
- Schemagerichte cognitieve therapie volgens Jeffrey Young,[3] specifieke en uitgebreide therapie voor persoonlijkheidsstoornissen.

## Onderzoek
Cgt is waarschijnlijk de meest toegepaste vorm van psychotherapie. Uit veel onderzoek blijkt dat cgt effectief is in het bestrijden van symptomen bij verschillende vormen van psychopathologie.

## Kritiek
Behavioristische therapeuten en onderzoekers wijzen erop dat uit studies blijkt dat cognitieve interventies niet bijdragen aan de werkzaamheid van cgt, maar dat de werkzaamheid wel afhangt van gedragsmatige interventies. Bovendien is er kritiek op de aanspraak die cgt doet op de ratio, het analytische denkvermogen van de cliënt. Dit heeft geleid tot de ontwikkeling van onder meer de acceptance and commitment therapy (ACT) en andere vormen van de derdegeneratiegedragstherapie.